# Johannisnacht (Roman)
Johannisnacht ist ein Nachwenderoman des deutschen Schriftstellers Uwe Timm aus dem Jahr 1996.

## Inhalt
Hauptfigur und Ich-Erzähler des Romans ist ein von einer Schreibblockade befallener Autor, der für eine Zeitung eine Reportage zum Thema „Kartoffel“ verfassen soll. Dieses auf den ersten Blick eher triviale Thema führt jedoch von einer völlig verrückten Situation in die nächste.
Für seinen Artikel relevantes Material vermutet der Autor in Berlin und macht sich daher von seiner Heimatstadt München aus auf den Weg. In Berlin angekommen, begibt er sich auf die Suche nach einem Kartoffel-Geschmackskatalog, der das Lebenswerk eines verstorbenen DDR-Ernährungsexperten darstellt. In diesem Katalog hofft er, auch die Erklärung für die letzten Worte eines kartoffelliebenden Onkels zu finden: „Roter Baum“.
Doch nach dem scheinbar guten Start der Recherchen verliert er das Kartoffelarchiv bei der Fahrt mit einem unfreundlichen Taxifahrer und stolpert daraufhin von einer skurrilen Begegnung in die nächste. Vom unseriösen italienischen Designer, über die bulgarischen Waffenhändler, die Telefonsexdame Tina, den rachsüchtigen Friseur des ehemaligen Politbüros, bis hin zur alkoholreichen „Polenhochzeit“ führen ihn seine weiteren Recherchen quer durch alle Schichten des Berliner Alltagslebens zur Zeit der Reichstagsverhüllung.
Nachdem der Ich-Erzähler bei seiner Informationsbeschaffung immer weiter vom eigentlichen Thema abkommt und er zum Ende der Geschichte vor den Waffenhändlern vorzeitig zurück nach München flüchtet, klärt sich das Geheimnis um „Roter Baum“ ganz nebenbei und völlig unerwartet auf.

## Ausgaben
- Uwe Timm. 1996. Johannisnacht. 3. Aufl. Kiepenheuer & Witsch.
- Uwe Timm. 1998. Johannisnacht: Roman. Deutscher Taschenbuch Verlag.